# 牛平
牛平（1944年—2023年2月18日），男，山西离石人，中华人民共和国政治人物，曾任中华人民共和国国家安全部副部长，中国法学会副会长，第九、十届全国政协委员。